# Hippocampus hippocampus
Hippocampus hippocampus е вид морско конче от семейство иглови (Syngnathidae).

## Разпространение
Видът е разпространен в Средиземно море и части от Северния Атлантически океан, особено около Италия и Канарските острови. През 2007 г колонии на вида са открити в река Темза около Лондон.